# Майр, Бернхард
Бе́рнхард Майр (нем. Bernhard Mayr; род. 1960) — немецкий кёрлингист, спортивный функционер.
В составе мужской сборной Германии участник нескольких чемпионатов мира. Двукратный чемпион Германии среди мужчин.
С 2015 работает президентом Ассоциации кёрлинга Германии.

## Достижения
- Чемпионат Германии по кёрлингу среди мужчин: золото (1992, 1993).[5]

## Команды
| Сезон   | Четвёртый           | Третий          | Второй              | Первый                | Запасной                                                    | Турниры                      |
| ------- | ------------------- | --------------- | ------------------- | --------------------- | ----------------------------------------------------------- | ---------------------------- |
| 1987—88 | Бернхард Майр       | Mark Sarty      | Ralph Schwarzwalder | Андреас Фельденкирхен |                                                             | ЧМЮ 1988 (8 место)           |
| 1991—92 | Родгер Густаф Шмидт | Вольфганг Бурба | Ханс-Йоахим Бурба   | Бернхард Майр         | Мартин Байзер                                               | ЧГМ 1992 · ЧМ 1992 (9 место) |
| 1992—93 | Вольфганг Бурба     | Бернхард Майр   | Маркус Херберг      | Даниэль Херберг       |                                                             | ЧГМ 1993                     |
| 1992—93 | Вольфганг Бурба     | Бернхард Майр   | Маркус Херберг      | Мартин Байзер         | Даниэль Херберг                                             | ЧМ 1993 (9 место)            |
| 2005—06 | Себастьян Шток      | Даниэль Херберг | Маркус Мессенцель   | Патрик Хоффман        | Бернхард Майр тренер: Дик Хендерсон                         | ЧМ 2006 (10 место)           |
| 2006—07 | Себастьян Шток      | Даниэль Херберг | Маркус Мессенцель   | Патрик Хоффман        | Бернхард Майр                                               | ЧЕ 2006 (4 место)            |
| 2007—08 | Себастьян Шток      | Даниэль Херберг | Маркус Мессенцель   | Патрик Хоффман        | Бернхард Майр                                               |                              |
| 2011—12 | Анди Капп           | Вольфганг Бурба | Бернхард Майр       | Маркус Херберг        | Philip Seitz                                                |                              |
| 2013—14 | Даниэль Херберг     | Бернхард Майр   | Маркус Мессенцель   | Stefan Wiedmann       |                                                             |                              |
| 2022—23 | Christoph Möckel    | Бернхард Майр   | Matthias Steiner    | Matthias Zobel        | Thomas Meurer тренеры: Alexander Forsyth, Konstantin Möckel | ЧМВ 2023 (11 место)          |

(скипы выделены полужирным шрифтом)